# Camilo de Villavaso
Camilo de Villavaso y Echevarría (Bilbao, 1838-Bilbao, 23 de julio de 1889) fue un escritor, periodista y político español. Fuerista, fue diputado en las Juntas Generales de Vizcaya y a Cortes por el distrito de Durango, obtenido este último en las elecciones de 1876, las primeras de la Restauración. Secretario del Ayuntamiento y de la Cámara de Comercio de Bilbao, fue director del diario Irurac-Bat y colaborador de publicaciones periódicas como El Noticiero Bilbaíno, El Diario de Bilbao, Euskal-Erria, El Día de Madrid, La Ilustración Católica o La Ilustración de Álava y Vizcaya, entre otras. Fue también cronista de Bilbao y académico correspondiente de la Real Academia de la Historia. Autor de obras como Celebridades contemporáneas: bosquejos biográficos (1888) y La Zamacolada, así como de una Historia de Durango y de sus más ilustres hijos —publicada en 1968 con un prólogo de Manuel Basas—, redactó diversas biografías de bilbaínos ilustres.

## Biografía

### Origen y familia
Camilo Felipe de Villavaso y Echevarría nació en Bilbao el 23 de agosto de 1838. Sus padres eran Nicolás Fabián de Villavaso y Larrea e Isabel Andrea de Echevarría y Larrondo, ambos nacidos en Bilbao. Tuvo como vecino en la casa paterna a Víctor Luis Gaminde, destacado dirigente político del progresismo liberal en Bilbao. Camilo Felipe de Villavaso vivió con su hermana Isabel hasta 1888, año en que contrajo matrimonio con Luisa de Lequerica y Bilbao, nacida en Aulestia el 27 de septiembre de 1840. No tuvieron descendencia.

### Educación y estudios
De familia comerciante, sus estudios de Letras se vieron apartados debido a los reveses económicos sufridos por sus padres. En su biblioteca se encuentran 709 obras en castellano y 863 en otras lenguas, con autores como Egaña, Astarloa, Delmas, Goncourt, Guizot, Michelet, Lamartine, Hugo, Balzac, Sand, Irving, Shakespeare, Cobden, Von Raumer, Amicis, Machiavelli, Garibaldi, etc., una colección muy variada desde el punto de vista lingüístico e ideológico.

### Primera colaboración periodística
Su vocación literaria y de investigador, encarrilada por Francisco de Hormaeche, despuntó tempranamente, publicando su primer trabajo en 1856, a los dieciocho años, en el Semanario Pintoresco Español, titulado «De la guerra de Durango con el linaje de Zaldívar». Como periodista también colaboró en El Noticiero Bilbaíno, Diario de Bilbao, La Ilustración de Álava y de Vizcaya, La Paz, en la Revista de Vizcaya y en Euskal-Erria, destacando por sus artículos referentes a hechos o personajes históricos del País Vasco y a asuntos internacionales.

### Irurac bat
De la mano de su propietario Juan E. Delmas, comienza en 1857 a colaborar en la sección internacional del diario fuerista liberal de Bilbao Irurac-Bat, fundado en 1853, firmando los artículos titulados de política internacional “Revista extranjera”, tema del que fue especialista. En 1864 Delmas le cedió gratuitamente la propiedad y la dirección del periódico.

### Cargos políticos con la Revolución de 1868
La Revolución de 1868 y el nuevo régimen democrático trajeron cambios al Consistorio bilbaíno. En 1869 Villavaso abandonó su periódico y el 15 de febrero de ese año accedió al cargo de secretario del Ayuntamiento de Bilbao. En 1870 pasa a representar a Bilbao en las Juntas Generales de Vizcaya, actuando en el seno de esta corporación hasta el final de la segunda guerra carlista: 1872, abril de 1876, septiembre de 1876 y abril de 1877. Elegido segundo regidor de la Diputación de Vizcaya en el bienio 1872-1874, continuando en sus funciones, como el resto de los componentes del gobierno universal del Señorío, hasta octubre de 1876, dado que las Juntas Generales no se pudieron volver a reunir por la guerra carlista. Su cargo como secretario del Ayuntamiento bilbaíno lo ejerció hasta enero de 1876, en que fue elegido diputado a Cortes por el distrito de Durango y, debido a la incompatibilidad de ambos cargos, se inclinó por su nuevo escaño. A pesar de su dimisión, el Ayuntamiento quería seguir contando con los servicios de Villavaso y le nombrará comisionado en Corte para representar los intereses del consistorio bilbaíno. Apenas año y medio después, Camilo Villavaso renunció a su escaño el 12 de junio de 1877 por considerarlo incompatible con su reincorporación a su puesto de secretario del Ayuntamiento de Bilbao. Tras su renuncia fue convocada una nueva elección que fue vencida por Ricardo Balparda. El 7 de septiembre regresa a Bilbao reasumiendo la secretaría de la Villa, cargo que desempeñó hasta 1885, cuando dimitió por motivos de salud.

### Enfermedad y dedicación histórica y literaria
En 1885, aquejado de una grave enfermedad, se retira de la secretaría del Ayuntamiento. Cuando dimitió como Secretario fue nombrado cronista de la Villa de Bilbao e inspector de su biblioteca (1886) pero el Ayuntamiento también pretendía seguir contando con el asesoramiento de Villavaso y que éste redactase una Historia de Bilbao. En 1886 funda, junto con Vicente Arana y Trueba, un centro de folklore vasco-navarro pronunciando un memorable discurso en el teatro Gayarre de Pamplona (27 de marzo). Al surgir en Bilbao en 1887 el Diario de Bilbao colaboró en él hasta su muerte. Dicho año publica dos importantes libros, por una parte "La cuestión del puerto de la Paz y la Zamacolada", utilizando la “Memoria confidencial y justificativa” de José María Murga, uno de los principales protagonistas de los sucesos, y donde presenta un cuadro de las rivalidades en las que se debatía Vizcaya a comienzos del ochocientos; y por otra, "Memoria acerca de la condición social de los trabajadores vascongados", premiada en las fiestas euskaras celebradas en Durango en el verano de 1886, donde el autor, preocupado por las transformaciones sociales que experimenta Vizcaya debido a la industrialización en curso, proponía soluciones a poner en práctica con el fin de que no se produjeran alteraciones del orden. En 1888, sale su Celebridades contemporáneas: bosquejos biográficos, donde recoge las semblanzas publicadas en la Revista de Vizcaya. También dicho año se le nombra archivero de la Cámara de Comercio y responsable de su Boletín. Y al siguiente, profesor de historia general del comercio y la industria y complementos de geografía en la Escuela Mercantil. Se hallaba preparando una Historia de Bilbao cuando murió en Bilbao el 23 de julio de 1889. Su "Historia de Durango y de sus más ilustres hijos" aparecerá muchos años más tarde, en 1968.

### Participación en la vida cultural de Bilbao
Participó activamente en sociedades como el Ateneo científico y literario de Bilbao, del que también formaban parte Juan E. Delmas, como vicepresidente, Federico del Olmo, Ricardo Orén o Rodrigo Orbegozo. Su participación en asociaciones también se extendía a la Asociación bilbaína para la reforma de los aranceles de aduanas, que nació impulsada por el Ateneo antes citado, y de cuya primero junta directiva formó parte Villavaso como vocal, junto a Félix de Uhagón, presidente, Eduardo Coste Vildósola, Ezequiel de Urigüen, Manuel de Urrutia y Beltrán, Arístides de Artiñano, como vocales, y Luis de Barroeta, como secretario. Su participación en la vida asociativa y económica de Bilbao le llevó a formar parte, como secretario, de la comisión encargada de gestionar ante el gobierno la igualdad de tarifas de los ferrocarriles y el derecho diferencial de bandera, junto a Eduardo Coste Vildósola, como presidente, Manuel de Barandica, Ezequiel de Aguirre, Blas de la Quintana, José Mª de Gurtubay, Luis de Barroeta, el conde de Montefuerte, Mariano de Zabalburu, Manuel Mª de Gortazar, Martín de Zavala, Hilario Lund, Toribio Ugalde y Juan de Zavala, miembros todos ellos de la élite comercial bilbaína.

### Liberal fuerista
Su labor política e institucional se enmarcó dentro del liberalismo. El escritor Manuel Basas, recogiendo unas palabras del diario Irurac-Bat (1-1-1862), le califica como perteneciente a la gran familia liberal, pero sin estar afiliado a ningún partido ni bandería alguna, ni obedecer más consignas que el consejo de la razón y el impulso de la conciencia recta y pura. Villavaso se declara defensor de los intereses de Bilbao y del Señorío, de los fueros y se confiesa católico de convicción, sin hipocresía ni falsa beatitud. Su militancia liberal se hizo pública al entrar a formar parte del comité liberal vizcaíno en 1868, junto a históricos militantes del liberalismo vasco como Víctor Luis de Gaminde, o jóvenes militantes como Cosme Echevarrieta, futuro líder del republicanismo vizcaíno. Su liberalismo se unía a la defensa de los fueros, en lo que se conocía como política vascongada. Prueba de ello sería el apoyo expresado por Villavaso al senador Barroeta Aldamar por su defensa de los fueros en el Senado.

### Defensor de los fueros en el Congreso de los Diputados
Camilo Villavaso fue elegido diputado al Congreso por el distrito de Durango en 1876, fueron, a juicio del historiador Mikel Urkijo Goitia, sus intervenciones son sobre todo de la guerra carlista y la abolición foral. Previamente a los debates del verano de 1876 sobre la ley de fueros, Villavaso tomó parte en diversos debates desde marzo hasta julio, en los que defendió la opinión liberal vascongada que presentaba sus argumentos contra los que ligaban la belicosidad del carlismo con la permanencia de las instituciones forales y, en consecuencia, reclamaban la nivelación de las provincias forales. Ligado a lo anterior defenderá la lealtad de las provincias vascas a la Corona española: “En América, en Flandes, en Italia, en la larga guerra de la reconquista, en todas las épocas históricas de España, los nombres vascongados han brillado al par que los más ilustres, y han realizado los trabajos y los hechos más grandes, las mayores proezas, lo mismo reconquistando a España que descubriendo y afianzando el poder español en América, que combatiendo contra los extranjeros en las distintas guerras que hemos sostenido”.

### Fallecimiento
Falleció en Bilbao, en su domicilio el 23 de julio de 1889, a consecuencia de una bronquitis capilar crónica. Fue enterrado al día siguiente y sus funerales se celebraron el día 27 en la basílica de Santiago. En ellos tomaron parte representantes del Ayuntamiento, Diputación, Cámara de Comercio, Escuela de Comercio, periodistas, políticos y cónsules.

## Obras
- La cestión del puerto de la Paz y la Zamacolada (1887)
- Celebridades contemporáneas: bosquejos biográficos (1888)
- Historia de Durango y de sus más ilustres hijos (1968)